# Lechința (Bistrița-Năsăud)
Lechința ist eine rumänische Gemeinde im Kreis Bistrița-Năsăud in Siebenbürgen.
Die Gemeinde umfasst außer dem Dorf Lechința (siebenbürgisch-sächsisch Lachenz, deutsch Lechnitz, ungarisch Szászlekence) noch die Dörfer Bungard (früherer rumänischer Name Bungardul Săsesc, d. h. „Sächsisch-Bungard“, sächsisch Bengert, deutsch Baumgarten, Bangert, ungarisch Szászbongárd, Bongárd), Chiraleș (früher Chiralești, sächsisch Kirjeles, deutsch Kirileis, Kirieleis, Kiriales, ungarisch Kerlés), Sângeorzu Nou (früher Sângeorgiul oder Sângeorzul Săsesc oder Nou, sächsisch Säntgerjn oder Sant Gerng, deutsch Sächsisch-Sankt-Georgen, Sankt-Görgen, Sankt-Georgen, ungarisch Szászszentgyörgy), Sâniacob (sächsisch Jokeschderf, deutsch Jakobsdorf, Jakobsdorf bei Bistritz, Jachesdorf, ungarisch Szászszentjakab, Szentjakab) und Țigău (sächsisch Zaigendref, deutsch Zegendorf, Zagendorf, Ziegendorf, ungarisch Cegőtelke, Szászcegő, Cegő).

## Dorfgeschichte von Lechința
Der 20 Kilometer südwestlich der Kreishauptstadt Bistrița (Bistritz) gelegene Marktort, war die größte Landgemeinde im ehemaligen Nösnergau. Die erste schriftliche Erwähnung in einer päpstlichen Urkunde datiert aus dem Jahre 1333 unter dem Namen Lekenche.

## Söhne und Töchter der Stadt
- Hans Raidel (* 1941), deutscher Politiker und MdB (CSU)
- George Purdea (* 1953), Übersetzer philosophischer Texte, Lehrbeauftragter am Institut der Philosophie der Universität Wien.[4]
- George Mandel-Mantello (1902–1992), rumänisch-jüdischer Unternehmer, geboren in Lechnitz / Lechința, salvadorianischer Diplomat, widmete sich der Rettung von Juden während des Holocaust